# Claudio Vieira de Oliveira
Claudio Vieira de Oliveira hay còn được gọi đơn giản là Claudio Oliveira (sinh năm 1976) là một diễn giả truyền cảm hứng kiêm kế toán người Brasil sinh ra với chứng viêm dính đa khớp bẩm sinh (Arthrogryposis), một hội chứng hiếm gặp ảnh hưởng đến hệ cơ.

## Tiểu sử
Khi vừa mới sinh ra, Claudio Vieira de Oliveira đã gặp phải chứng bệnh hiếm có tên là Arthrogryposis – Viêm dính đa khớp bẩm sinh. Chứng bệnh này khiến Claudio Viera de Oliveira có một cơ thể không hoàn chỉnh, khi phần đầu bị lộn ngược ra phía sau, chân tay biến dạng và cơ thể thường xuyên trong tình trạng co cứng, hầu như không thực hiện được chức năng gì. Khi đó, các bác sỹ tin rằng anh hầu như không có cơ hội sống sót. Các bác sĩ ban đầu dự đoán rằng anh ta có thể không thể sống sót sau 24 giờ ngay sau khi sinh. Họ khuyên mẹ của Oliveira, bà Maria Jose Vieira Martins, nên chấm dứt cuộc sống của anh. Người mẹ dũng cảm đã giữ lại đứa con tật nguyền, nuôi anh khôn lớn từng ngày.
Năm 8 tuổi, Claudio bắt đầu tập đi bằng đầu gối. Để con không bị thương, gia đình anh đã phải thay đổi sàn nhà. Trên giường của Claudio, phích điện và bóng đèn được treo thấp đến mức anh có thể tự làm mọi thứ mà không cần ai giúp. Claudio không thể dùng xe lăn vì hình hài bất thường của mình.

## Nghề nghiệp
Tinh thần ham học của anh vô cùng đáng ngưỡng mộ. Claudio đã xin mẹ cho anh được đến trường, giao tiếp với bạn bè cùng trang lứa và từ đó cuộc đời anh đã mở ra một trang mới. Sau đó, anh hoàn thành việc học với tấm bằng kế toán của trường Đại học bang Feira de Santana, chuyên ngành kế toán, nghiên cứu cũng như tư vấn cho khách hàng. Khi đi làm, Claudio tự luyện cách gõ bàn phím bằng một cây bút ngậm trong miệng, sử dụng điện thoại và chuột máy tính bằng môi, thậm chí còn làm ra một đôi giày đặc biệt giúp mình đi lại quanh thị trấn.
Claudio cũng trở thành một diễn giả truyền cảm hứng vào năm 2000 và đã đi đến nhiều quốc gia khác nhau để thực hiện các bài phát biểu truyền cảm hứng.
Năm 2016, anh viết và xuất bản cuốn tự truyện đầu tay về cuộc đời mình với tựa đề "El mundo esta a contramano" (Tạm dịch: Thế giới không theo cách nó vẫn thế). Cuốn sách được ra mắt tại Bảo tàng Nghệ thuật ở São Paulo.
Bên cạnh đó, Claudio còn là tình nguyện viên thuộc tổ chức giáo dục Alegra-te chuyên hỗ trợ các trẻ em nghèo